# Liste der Monuments historiques in Saint-Hilaire-le-Vouhis
Die Liste der Monuments historiques in Saint-Hilaire-le-Vouhis führt die Monuments historiques in der französischen Gemeinde Saint-Hilaire-le-Vouhis auf.

## Liste der Bauwerke
| Bezeichnung                  | Beschreibung              | Standort | Kennzeichnung | Schutzstatus | Datum | Bild |
| ---------------------------- | ------------------------- | -------- | ------------- | ------------ | ----- | ---- |
| Herrenhaus La Chevillonnière | Erbaut im 15. Jahrhundert | (Lage)   | PA85000022    | Inscrit      | 2005  |      |

## Liste der Objekte
- Monuments historiques (Objekte) in Saint-Hilaire-le-Vouhis in der Base Palissy des französischen Kultusministeriums